# Eremochelis saltoni
Espèce
Eremochelis saltoni est une espèce de solifuges de la famille des Eremobatidae.

## Distribution
Cette espèce est endémique de Californie aux États-Unis,.

## Description
La femelle holotype mesure 24,0 mm.

## Étymologie
Son nom d'espèce lui a été donné en référence au lieu de sa découverte, Salton City.

## Publication originale
- Muma, 1989 : New species and records of Solpugida (Arachnida) from the United States. Douglas Print Shop, p. 1-56 (texte intégral).